# Apeadero de Irivo
El Apeadero de Irivo es una plataforma ferroviaria de la Línea del Duero, que sirve a la localidad de Irivo, en el ayuntamiento de Penafiel, en Portugal.

## Historia
Este apeadero se encuentra entre las Estaciones de Ermesinde y Penafiel de la Línea del Duero, siendo este tramo abierto a la explotación el 30 de julio de 1875.